# Auvers (Manche)
Auvers település Franciaországban, Manche megyében. Lakosainak száma 689 fő (2022. január 1.). Auvers Appeville, Baupte, Gorges, Méautis, Terre-et-Marais és Montsenelle községekkel határos.

## Népesség
A település népességének változása:
| Lakosok száma | 627  | 563  | 571  | 644  | 666  | 674  | 675  | 676  | 691  | 689  |
|               | 1968 | 1982 | 1990 | 2006 | 2013 | 2015 | 2017 | 2019 | 2020 | 2022 |